# El Solitario
El Solitario, pseudonimo di Roberto González Cruz (Yahualica de González Gallo, 22 maggio 1946 – Guadalajara, Jalisco, 6 aprile 1986), è stato un wrestler messicano.
Nel corso della sua carriera conquistò sia l'NWA World Light Heavyweight Championship sia l'NWA World Middleweight Championship.

## Morte
El Solitario soffrì svariati infortuni durante l'ultima parte di carriera, che ebbero come conseguenza malattie, infezioni e problemi di salute vari. Durante un match con Fishman, si infortunò nuovamente e fu trasportato in ospedale in quanto lamentava forti dolori addominali. Il 6 aprile 1986, all'età di 39 anni, El Solitario morì in sala operatoria a causa di un arresto cardiaco.
Nonostante la morte prematura, la carriera di El Solitario durò circa venticinque anni ed egli è ricordato come uno dei migliori lottatori messicani di sempre. Nel 1996 è stato inserito nella Wrestling Observer Newsletter Hall of Fame.

## Titoli e riconoscimenti
- Empresa Mexicana de Lucha Libre
  - NWA World Light Heavyweight Championship (1)[4]
  - NWA World Middleweight Championship (1)[4]
- Universal Wrestling Association
  - UWA World Junior Heavyweight Championship (1)[4]
  - UWA World Junior Light Heavyweight Championship (2)[4]
  - UWA World Light Heavyweight Championship (1)[4]
- Wrestling Observer Newsletter
  - Wrestling Observer Newsletter Hall of Fame (Classe del 1996)